# 中華民國海軍水下作業大隊
中華民國海軍水下作業大隊（英文：Underwater Operations Unit，縮寫：UOU），是中華民國海軍轄下的一支海事救難與未爆彈處理部隊，主要負責水底搜索、潛水拯救及爆炸品處理。當災害發生時，以他們的水中專業將災民救出危險的地方。還能夠進行一些船艦的維修任務，與排除港灣中的障礙物。

## 沿革

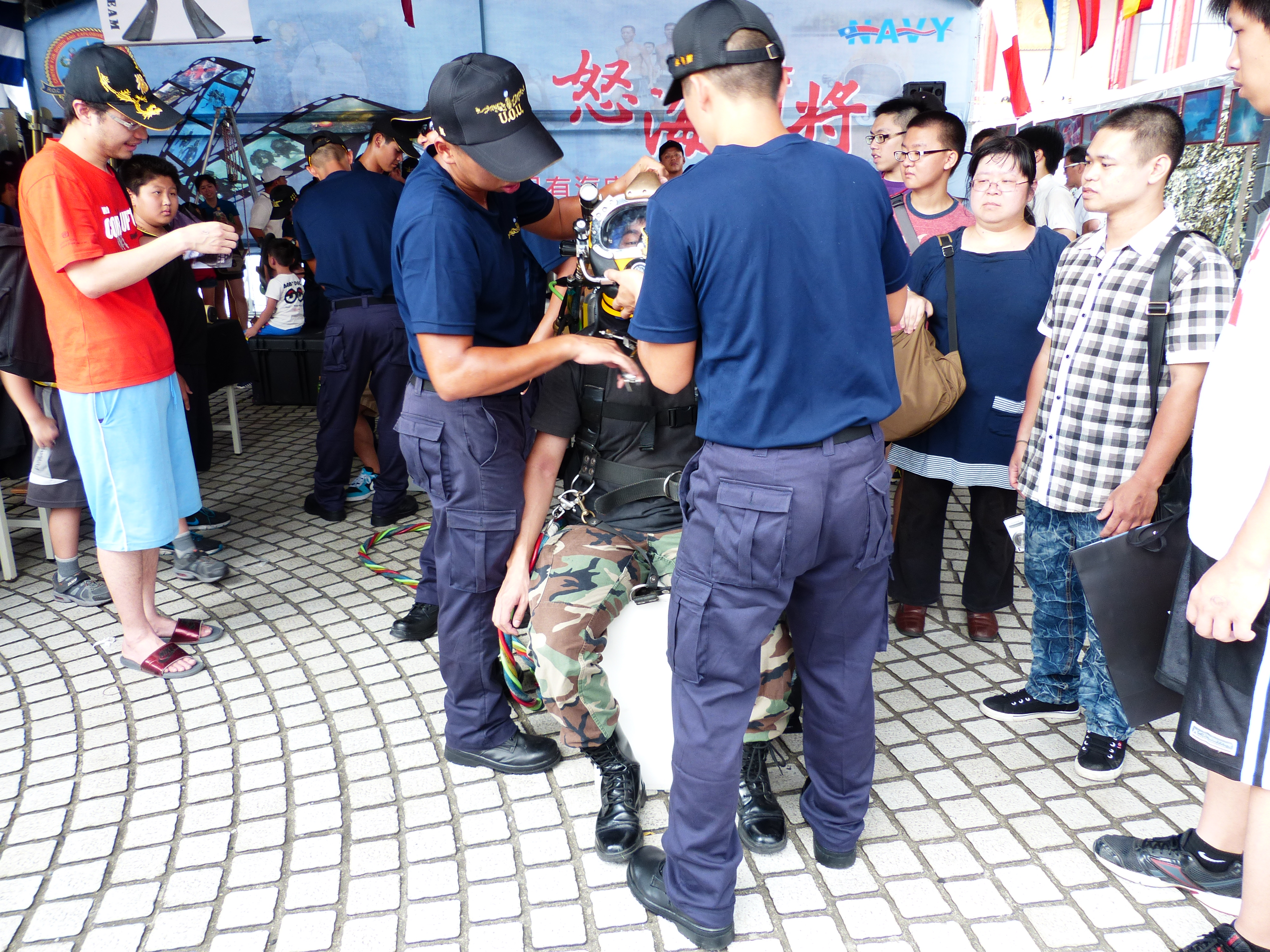
潛水裝備著裝體驗結束，海軍水下作業大隊隊員協助參觀者卸下裝備。

- 1959年11月1日，由原救難任務擴編為海軍救難大隊，隸屬海軍第一四二艦隊。
- 1963年10月，海軍清港隊併入海軍救難大隊，此時救難大隊下轄四個作業隊。
- 1973年7月，海軍救難大隊組織精簡為3個作業隊與1個訓練班。
- 2005年1月1日，因精進案，原海軍水中爆破大隊併入兩棲偵搜大隊，原爆破大隊轄下水中械彈處理中隊併入救難大隊。
- 2005年7月1日，海軍第一四二艦隊裁撤，海軍救難大隊改名為海軍水下作業大隊，改隸屬海軍第一九二艦隊。
- 2024年11月22日，海軍水下作業大隊水星營區改建完工啟用。

## 組織與駐地
- 水下作業大隊：高雄市左營區
  - 大隊部
    - 政戰處
    - 參謀室 Staff Office
    - 深海組 Deep Sea Operation Division (潛水人員訓練班)
    - 醫務室

  - 水中械彈處理中隊 Underwater Explosive Ordnance Disposal Team：高雄市左營區
  - 第一作業隊 Diving Salvage and Search Team 1：高雄市左營區
  - 第二作業隊 Diving Salvage and Search Team 2：澎湖縣馬公市
  - 第三作業隊 Diving Salvage and Search Team 3：基隆市
    - 第三作業隊分遣組：宜蘭縣蘇澳鎮

## 裝備

### 潛水裝備
- 水肺，呼吸氣源為壓縮空氣，單管水肺最大工作深度限制為100英尺(約等於30.3公尺)，雙管水肺最大工作深度限制為130英尺(約等於39.4公尺)，用於潛水搜索、檢查、輕型維修、艦船水下檢查及打撈。
  - Interspiro 全罩式潛水面罩，主要應用在水肺潛水作業，目前海軍尚未規範此裝備使用深度限制及是否可應用在水面供氣潛水。
- 循環式水肺，呼吸氣源為氮氧混合氣，根據使用的氮氧比例不同會有不同深度限制，因具有低噪音、低磁性特點，適用於水下作戰、水雷排除作業。
- 水面供氣潛水系統：用於搜索、救難、檢查、艦船水下檢查保養維修、密閉空間潛水。
  - EXO-26淺海潛水系統：空氣為呼吸氣源，正常工作深度限制範圍為0-190英尺。
  - KM37深海潛水系統：呼吸氣源有壓縮空氣與氦氧混合氣，使用空氣正常工作深度限制範圍為0-190英尺，使用氦氧混合氣正常工作深度限制範圍為0-300英尺。
- 減壓艙（decompression chamber），主要應用在水面氧氣減壓流程，以及當發生動脈氣體栓塞或減壓病時，進行治療表5、6、6A的緊急處置。

### 救援裝備
- 吊放系統
- 高壓空氣系統
- 水下攝影照明系統
- 熱水系統
- 深海潛水個裝
- 浮力袋
- 抽水泵
- 水下電銲切割機
- 水下液壓工具
- 水下電動工具
- 水下推進器
- 膠舟及舷外機

### 爆炸品處理裝備
由於裝備老舊並未更新，目前並無水下解除爆炸品的技術與能量，只能在水深190呎範圍內處理不具爆炸性的械彈，及回收演訓用水雷及魚雷等。

## 作業

### 潛水救難
- 1999年眼鏡蛇直升機墜入德基水庫，海軍救難大隊進行搜撈作業 （页面存档备份，存于）
- 2001年捷運板南線泡水 海軍救難大隊抽水搶救 （页面存档备份，存于）
- 2004年苗栗鯉魚潭水庫檔水閘門脫落事件
- 2002年 澎湖華航空難
- 2009年莫拉克颱風88水災，水下作業大隊挺進搶救[]
- 2012年德基水庫釣客搜救 （页面存档备份，存于）
- 2016年海巡署台北港安檢所人車墜海，海軍水下作業大隊進行水下搜尋任務 （页面存档备份，存于）
- 2016年高雄籍漁船於蚵仔寮外海疑遭香港貨輪撞翻，海軍水下作業大隊進行搜救 （页面存档备份，存于）
- 2016年莫蘭蒂颱風屏東佳冬鄉淹水未退　海軍水下作業大隊出動膠舟救援 （页面存档备份，存于）
- 2016年基隆漁船金瑞益88號翻覆，海軍水下作業大隊出動搜尋 （页面存档备份，存于）
- 2018年屏東滿豐漁場董姓民眾不慎落海，海軍水下作業大隊協助搜救 （页面存档备份，存于）
- 2019年南方澳大橋斷裂事件
- 2020貢寮區卯澳灣海底13枚未爆彈事件 （页面存档备份，存于）
- 2024凱米颱風 高市府致贈192艦隊感謝狀 肯定守護家園 （页面存档备份，存于）

### 空難
- 中華航空611號班機空難
- 復興航空235號班機空難
- 2022年中華民國空軍F-16V戰鬥機墜海事故

## 訓練

### 班隊訓能
- 潛水訓練程序依據：截至2022年4月止，參考美國海軍潛水手冊(2016 Rev 7) （页面存档备份，存于）修編為海軍潛水訓練及作業程序。
- 因編制人力精簡，師資僅能同時支援一班次訓練。

### 國軍訓練班次
- 水械專長班：水中機械專長訓練班，為基礎空氣潛水班，每年2班次，每次訓期為9周，結訓人員擁有基礎水肺120呎空氣潛水能力，與基礎救難作業技術。（限志願役）
  - 至2022年4月止，已有6名女性軍士官兵(依序為黃虹瑋、劉品潔、董姿宜、李淓純、任婕、卓佳玟)完成此班次。
- 水面供氣潛水班：於水械專長班結訓後，依照具水械專長班資格人員甄選受訓，每次1班次，每次訓期為4周，結訓人員具有執行190呎作業能力及技術。
  - 至2022年9月止，已有5名女性軍士官兵(依序為劉品潔、董姿宜、李淓純、任婕、卓佳玟)完成此班次。
  - 至2025年3月止，水械專長暨水面供氣潛水班共計完訓115期。
  - 結訓人員可配掛水中機械專長徽(救難徽)。
- 水下電銲切割班：於2025年2月正式納入軍事教育流路第一期，為水面供氣潛水班晉級班次，每次訓期最長8周，由水械上士黃建智結合國際IMCA及美海軍水下電銲切割作業建立教學手冊及課程規劃。限志願役）
- 氦氣混合氧潛水班：水面供氣潛水班晉級班次，數年1班次，每次訓期最長8周，結訓人員擁有300呎深海潛水能力。（限志願役）
  - 至2024年8月止，氦氣混合氧潛水班共計完訓10期，並在第10期有首位女性士官任婕完成此班次訓練。
  - 於2023年1月，司令部正式核定結訓人員可配掛氦氧混合氣潛水士專長徽(氦氧徽)。
- 水中械彈處理專精班：為械彈處理晉級班次，數年1班次，每次訓期最長8周，結訓人員擁有專業水中械彈處理能力。（限志願役）
  - 至2025年3月止，完成EOD械彈中隊現階簽證人員，即可配戴EOD徽。
- 潛艦軍官班及士官班：每年各招訓1次，培養擁有水肺潛水技能，達成潛艦遇難時具有自我逃生能力。

### 美國海軍訓練班次
- Second Class Diver Course
- International Diving Course
- Joint Diving Officer Course
- First Class Diver Course
- Underwater Construction Course
- EOD (Diving and Explosives Ordnance Disposal) Course
- EOD Second Phase (MK-16 Familiarization Course)

### 政府機關
- 行政院勞工委員會職業訓練局：民間海事潛水工程人員訓練班，每次訓期2周，結訓人員可獲得報考職業潛水人員丙級技術士檢定資格。（海軍水下作業大隊亦為乙、丙級職業潛水技術士訓練合格場地）
- 海洋委員會海巡署：不定期接受委託代訓，依培訓目的不同，訓期自3日至7周不等。

## 流行文化
- 怒海潛將
- 愛樂時水下作業大隊限定錶

## 外部連結
- 在YOUTUBE上的影片介紹：
  - 2010年 「怒海潛將」首曝光 海軍展身手－民視新聞 （页面存档备份，存于）
  - 2013年 軍事新聞通訊社：《莒光日軍事》2013年1月10日柳營NO.1─海軍水下作業大隊 （页面存档备份，存于）
  - https://www.youtube.com/watch?v=Qrujfo2BG3M （页面存档备份，存于）
  - 2015年 中天新聞　軍中水精靈　水下作業大隊摸黑搜救 （页面存档备份，存于）
  - 2016年 莫蘭蒂颱風海軍192艦隊水下作業大隊救災短片 （页面存档备份，存于）
  - 2017年 【106年海軍敦睦遠航】水下作業 看不見的辛勞│青年日報
  - 2017年 海軍水下作業大隊 深海救援任務艱鉅 20170127 公視中晝新聞 （页面存档备份，存于）
  - 2019年 國軍108年精神戰力專案教育-海軍微電影 最深的信念 （页面存档备份，存于）
  - 2019年 南方澳斷橋水下救援工作 油汙竄眼.鼻！國軍弟兄水下救援作業困難｜三立新聞台 （页面存档备份，存于）
  - 2020年 能戰！全民新視界－怒海潛將 （页面存档备份，存于）
  - 2020年 【完整公開】LIVE 總統蔡英文秋節慰勉 海軍水下作業大隊 （页面存档备份，存于）
  - 2020年 總統秋節慰勉「空軍第 3 後勤指揮部」及「海軍水下作業大隊」 （页面存档备份，存于）
  - 2021年 《國防線上-怒海潛將－械彈處理專精班》帶領觀眾近距離實際看到學員們如何在水中實施布藥及爆破的實況 （页面存档备份，存于）
  - 2021年 鋼鐵職人－水下作業職人 （页面存档备份，存于）
  - 2022年 《一日系列第一百七十集》怒海潛將邰哥KID四度入伍操到不行，史上最苦的受訓能撐得下來嗎？ - 一日海軍水下作業大隊 （页面存档备份，存于）
  - 2024年 「凱米」肆虐高雄多處淹　中央、各縣市即刻支援98部抽水機－民視新聞 （页面存档备份，存于）
  - 2024年0809日 總統慰勉凱米颱風國軍南部地區救災部隊 （页面存档备份，存于）
  - 2024年1122日 總統主持「海軍水星營區完工啟用典禮」
  - 2025年0109日 春節媒體採訪